# ZERO (fusée)
Pour les articles homonymes, voir zero.
ZERO est un lanceur spatial léger en cours de développement par la start-up japonaise Interstellar Technologies (IST). Capable de placer 100 kilogrammes sur une orbite héliosynchrone, son premier vol est programmé pour 2025.

## Historique
La société  Interstellar Technologies est créée officiellement en 2013 par un groupe de passionnés souhaitant mettre l'espace à la portée de toutes les bourses. IST, dont les installations sont situées dans la ville de Taiki-cho dans l'île de Hokkaidō au nord du Japon sur la côte de l'océan Pacifique, a développé la fusée-sonde Momo d'une tonne (10,1 mètres de long pour 0,5 mètre de diamètre) utilisant une propulsion à ergols liquides brûlant de l'éthanol et de l'oxygène injecté par une turbopompe. Momo a effectué 17 vols dont 8 ont été un succès. La société développe le lanceur léger ZERO dont le premier vol est prévu vers 2025. Elle a également comme objectif de développer un lanceur moyen (10 tonnes en orbite basse), baptisé DECA réutilisable qui reprendrait l'architecture du lanceur de la société américaine SpaceX Starship (atterrissage vertical avec un système de griffes saisissant l'étage avant qu'il ne touche le sol).

## Caractéristiques techniques du lanceur Zero
Le lanceur léger ZERO d'une masse de 71 tonnes et d'une hauteur de 32 mètres comporte deux étages de 2,3 mètre de diamètre et est capable de placer initialement 100 kilogrammes sur une orbite héliosynchrone à 500 kilomètres d'altitude et 150 kilogrammes sur une orbite basse. Cependant, après étude du marché des satellites, la société porte la capacité de lancement à 1 tonne. Le fuselage de la fusée est une structure sandwich composé d'une couche d'aluminium entre deux couches de polymère renforcé de fibres de carbone (CFRP). Les réservoirs sont réalisés dans un alliage d'aluminium. Le premier étage  est propulsé par 9 moteurs-fusées à ergols liquides brûlant un mélange d'oxygène liquide et de méthane d'une poussée unitaire de 130 kilonewtons. Les ergols sont injectés par une turbopompe. Les moteurs COSMOS sont montés sur cardan, pour orienter la poussée et contrôler l'attitude. Le deuxième étage est propulsé par un exemplaire unique du moteur COSMOS. La coiffe a un diamètre de 2,3 mètre et la hauteur disponible est de 3,8 mètre.

## Installations de lancement
Les installations de lancement de la société sont situées à proximité immédiate de la ville de Taiki-cho dans l'île de Hokkaidō au nord du Japon. La basée située au bord de l'Océan Pacifique permet des lancements vers l'est et le sud.